# PSM-Entesa Nacionalista
PSM-Entesa Nacionalista (PSM-Acuerdo Nacionalista en castellano) fue una federación de partidos española de ámbito balear e ideología socialista, ecologista y nacionalista. Estuvo formada por Partit Socialista de Mallorca, Partit Socialista de Menorca, Entesa Nacionalista i Ecologista d'Eivissa, Independientes de Artá e Independientes de Puigpuñent y Galilea. Fue miembro de la Alianza Libre Europea desde el 11 de abril de 2008. No tuvo vinculación con el Partido Socialista de las Islas Baleares, federación balear del PSOE.
Pese a no declararse como un partido independentista, en sus estatutos se afirmaba que su objetivo fundamental era la liberación nacional y la justicia social de las islas Baleares dentro de unos Países Catalanes libres. Además, el partido participa de distintas iniciativas para el reconocimiento del derecho de autodeterminación para la región y algunos de sus antiguos dirigentes, como Gabriel Oliver o Cecilio Buele, se han mostrado claramente independentistas.

## Historia
Creado a partir de la Federación de la Izquierda Nacionalista de las Islas Baleares (FENIB) en abril de 1989 por parte del Partido Socialista de Mallorca, el Partit Socialista de Menorca, la Entendimiento Nacionalista y Ecologista de Ibiza y otros grupos menores, dicha federación se transformó en 1998, con la iniciativa del PSM-NM y la integración en la misma de más grupos de nacionalistas baleares, en la federación PSM-Entesa Nacionalista.
En las elecciones generales de 2004, formaron con Esquerra Unida-Els Verds, y Esquerra Republicana de Catalunya una coalición electoral, Progresistas por las Islas Baleares, que no obtuvo ningún acta de diputado.
En su congreso del mayo del 2006, la militancia de este partido decidió, por un estrecho margen (167 votos a favor y 139 en contra), la creación de un bloque nacionalista y progresista de cara a las elecciones autonómicas y municipales del año 2007. Así, se constituyeron el Bloc per Mallorca, para presentarse a las elecciones en la circunscripción de Mallorca, y la coalición PSM-Verds con Els Verds de Menorca, para la circunscripción de dicha isla. En las elecciones, el Bloc obtuvo cuatro escaños, de los que dos correspondían a PSM-EN, y uno PSM-Verds, que también pertenecía a PSM-EN. Como consecuencia del congreso, el grupo derrotado abandonó la federación y creó Entesa per Mallorca, acusando a PSM-EN de diluir el carácter nacionalista del partido con su política de pactos.
El consejo de dirección política del partido, reunido el 10 de enero de 2008, tomó la decisión de cambiar su política de alianzas, apostando por presentarse en coalición a las elecciones generales del mes de marzo con Unió Mallorquina, Esquerra Republicana de Catalunya y Entesa per Mallorca en la coalición Unitat per les Illes, quedando excluidos de dicho acuerdo Esquerra Unida y Els Verds de Mallorca. El acuerdo se aprobó con un 63 por ciento de los votos del consejo político favorables a la coalición nacionalista, un 29 por ciento que rechazaba esta posibilidad (defendiendo mantener la alianza con Esquerra Unida y Els Verds de Mallorca) y un 8 por ciento de abstenciones.
De cara a las elecciones al Parlamento de las Islas Baleares de 2011 se anunció que concurriría en coalición con Iniciativa Verds y Entesa per Mallorca (ExM).
En febrero de 2013 ExM y PSM se fusionaron, adoptando la formación el nombre de PSM-Entesa.
No concurrió a las elecciones al Parlamento de las Islas Baleares de 2015, siendo a partir de ese momento en que sus partidos impulsores pasaron a adoptar la nueva forma jurídica de Més per Mallorca y Més per Menorca. Desde ese momento, no consta actividad política u organizacional alguna de esta federación.

## Elecciones al Parlamento europeo
PSM-Entesa ha concurrido en varias ocasiones a las elecciones europeas. La última vez que lo hizo fue en 2004 bajo la denominación Galeusca-Pueblos de Europa, junto con el PNV, el BNG y CiU o el BLOC. Sin embargo, en las 2009 pidió el voto para la candidatura liderada por Esquerra Republicana de Catalunya, Europa de los Pueblos - Verdes, sin llegar a integrarse en ella. A pesar de haber estado incluida inicialmente en la nómina de formaciones que formarían la candidatura, las negociaciones con ERC y Entesa per Mallorca (procedente de una escisión del propio PSM-EN) no fructificaron, debido, según PSM-EN, a la condición impuesta por ERC para pactar una coalición de PSM-EN, ERC, Entesa per Mallorca y Els Verds para las elecciones al Parlamento de las Islas Baleares de 2011, excluyendo a Esquerra Unida, que el PSM-EN calificó de "chantaje" de ERC.